# Sanitätsakademie der Bundeswehr

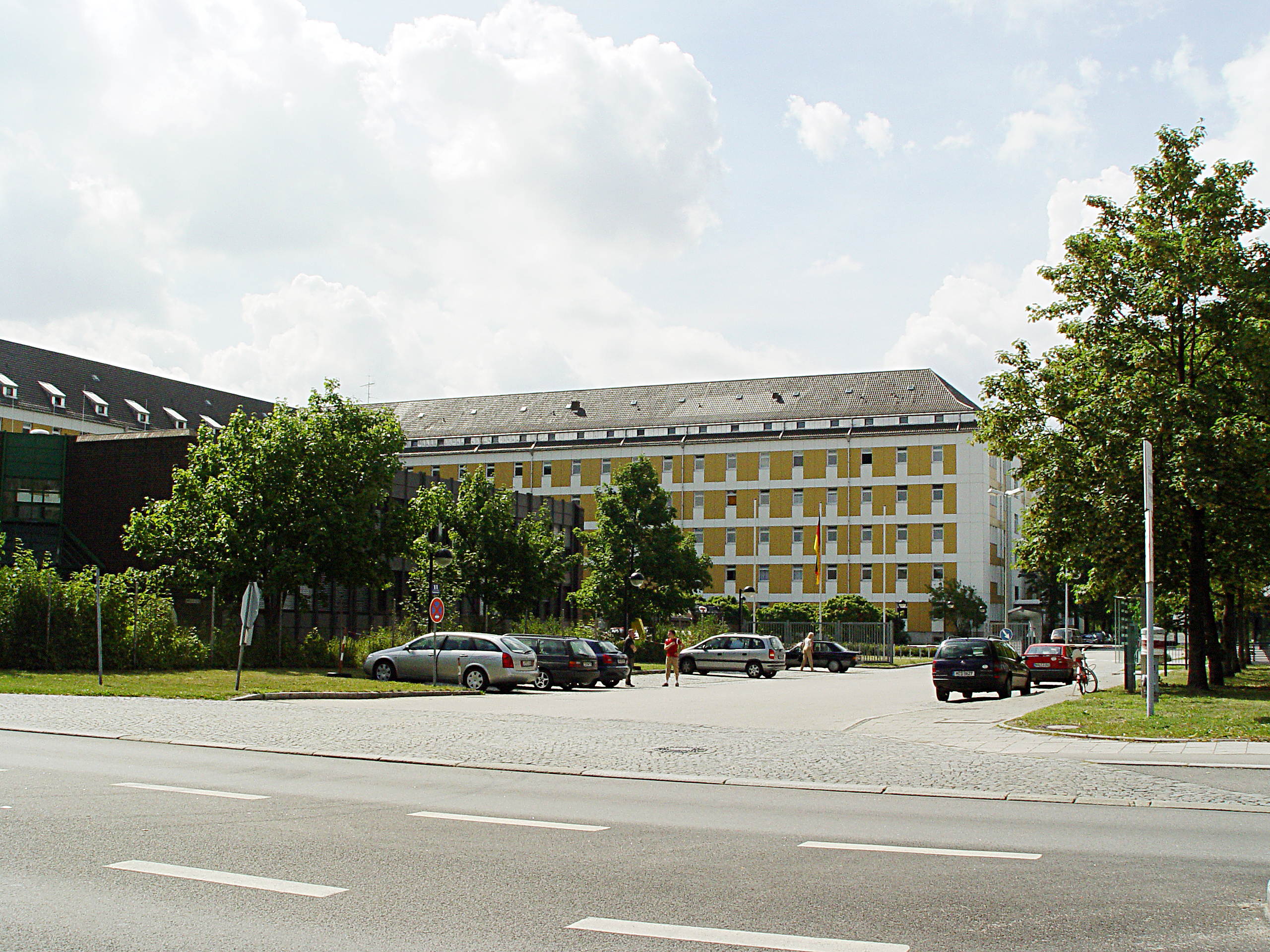
Sanitätsakademie der Bundeswehr

Die Sanitätsakademie der Bundeswehr (SanAkBw) in der Ernst-von-Bergmann-Kaserne im Norden Münchens ist die zentrale Einrichtung für die sanitätsdienstliche Ausbildung in den Streitkräften, die Koordinierungsstelle für die wehrmedizinische Forschung und Entwicklung sowie das Kompetenzzentrum für den medizinischen ABC-Schutz und ist dem Kommando Gesundheitsversorgung der Bundeswehr
 in Koblenz unterstellt. Sie gliedert sich in das Direktorat Ausbildung und Lehre / Gesundheitsversorgung der Bundeswehr, das Direktorat Wehrmedizinische Wissenschaft und Fähigkeitsentwicklung im Sanitätsdienst und den Akademiestab. Zudem sind die drei Ressortforschungsinstitute des medizinischen ABC-Schutzes, das Institut für Radiobiologie, das Institut für Mikrobiologie sowie das Institut für Pharmakologie und Toxikologie, der Sanitätsakademie unterstellt.
Da nahezu jeder länger dienende Angehörige des Sanitätsdienstes der Bundeswehr neben der lehrgangsgebundenen Individualausbildung (u. a. Laufbahnlehrgänge) hier auch an fachlich-wissenschaftliche Aus-, Fort- und Weiterbildungen für den Sanitätsdienst der Bundeswehr teilnehmen kann, wird sie als das „Mutterhaus“ des Sanitätswesens der Bundeswehr bezeichnet.

## Geschichte und Wappen
Die Wurzeln der Sanitätsakademie gehen zurück auf die 200 Jahre alte Tradition der preußischen militärärztlichen Bildungsanstalten.
Die im Jahr 1956 als Sanitätstruppenschule des Heeres in der Karfreit-Kaserne in Degerndorf am Inn gegründete Institution wurde bereits 1957 in die Luitpoldkaserne nach München verlegt und dort zwei Jahre später in die Sanitätsschule der Bundeswehr umgegliedert, deren erster Kommandeur der spätere Inspekteur des Sanitäts- und Gesundheitswesens Herbert Hockemeyer war.
Aufgrund der Forschungsarbeiten in den damals dem Bereich Studien und Wissenschaften zugehörigen Instituten für Radiobiologie (InstRadBioBw), Mikrobiologie (InstMikroBioBw) und Pharmakologie und Toxikologie (InstPharmToxBw) bekam die Schule am 29. Oktober 1963 den Namen „Akademie des Sanitäts- und Gesundheitswesens der Bundeswehr“. Nach jahrzehntelanger Dislozierung der zugehörigen Teileinheiten der Sanitätsakademie an bis zu sechs verschiedenen Plätzen in und um München bot sich mit dem Abzug der amerikanischen Streitkräfte 1968 die Gelegenheit zur Zusammenfassung in einer Liegenschaft. Nach der Planung 1973 und siebenjähriger Bauzeit befindet sich die Akademie seit 1980 in der Ernst-von-Bergmann Kaserne.
1997 wurde die Akademie in „Sanitätsakademie der Bundeswehr“ umbenannt. Mit dem Umzug des Sanitätsamtes der Bundeswehr an den Standort München wurden die Institute eigenständig und direkt dem Sanitätsamt der Bundeswehr unterstellt. Nach Auflösung des Amtes Ende 2013 wurden die Institute wieder der Sanitätsakademie unterstellt.
Das Audimax der SanAkBw wurde 2012 nach Hans Scholl benannt.
Zahlreiche Fachlehrgänge und -kurse erfüllen die zivil vorgegebenen Qualitätsstandards und werden durch die Bayerische Landesärztekammer als Weiterbildungsabschnitt anerkannt.
Der Ursprung des Wappens geht zurück auf das Wirken des während des Umzugs in die Ernst-von Bergmann-Kaserne an der Spitze stehenden Kommandeurs, Generalarzt Claus Günter Voss, der am 11. Mai 1982 die entsprechende Genehmigung durch das Bundesministerium der Verteidigung erhielt. Das interne Verbandsabzeichen der Sanitätsakademie besteht aus einem dunkelblauen Wappenschild mit rundem Abschluss, wobei die dunkelblaue Waffenfarbe des Sanitätsdienstes als Truppengattung des Heeres stellvertretend für den Sanitätsdienst aller Teilstreitkräfte der Bundeswehr übernommen wurde. Die Herzstelle des Wappens zeigt den Kopf der griechischen Göttin Athene mit Helm. Der unterhalb des Kopfes, zentral im Schildfuß dargestellte Buchstabe „A“ soll zum Ausdruck bringen, dass es sich bei der Dienststelle um eine Akademie, also eine Stätte der Ausbildung, Lehre und Wissenschaft handelt. Hinter dem Kopf kreuzen sich von links oben nach rechts unten verlaufend ein Äskulapstab mit einem von links unten nach rechts oben verlaufenden Schwert. Der Äskulapstab als Zeichen des ärztlichen Dienstes steht stellvertretend für die Approbationen Humanmedizin, Zahnmedizin, Veterinärwesen und Pharmazie. Die Kreuzung mit dem Schwert soll hierbei das Zusammenwirken des militärischen und medizinischen Dienstes entsprechend dem Auftrag des Sanitätsdienstes der Streitkräfte verdeutlichen. Die Motive sind in der Farbe Weiß bzw. Silber dargestellt. Die Kombination weiß/silber und (dunkel)blau stellt ihrem Sinngehalt nach die bayerischen Landesfarben und damit die Verbundenheit mit dem Standort München, der bayerischen Landeshauptstadt, dar.
Die Wappen der aus dem Akademiebereich hervorgegangenen drei Institute (InstRadBioBw, InstMikroBioBw und InstPharmToxBw) wurden in Anlehnung an das Wappen der Sanitätsakademie gestaltet. Anstelle des Buchstaben „A“ tragen sie spezifische Motive für den jeweiligen Forschungsbereich.

## Auftrag
Im Zuge der Neuausrichtung der Bundeswehr befindet sich die Sanitätsakademie seit dem 1. Juli 2013 in einem Umgliederungsprozess zum Zentrum für Forschung, Fähigkeitsentwicklung und Lehre des Sanitätsdienstes der Bundeswehr. Leitgedanke bei der Neugestaltung ist der Anspruch, dass am Ort von Forschung und Entwicklung gleichzeitig auch die Planung und Gestaltung der Ausbildung sowie die Durchführung eines großen Anteils der Individualausbildung beheimatet sein sollte. Vor diesem Hintergrund hat die SanAkBw folgenden Auftrag:
- Entwicklung, Fortschreibung und Durchführung der Lehre Gesundheitsversorgung
- Erarbeitung der Grundlagen für Personalentwicklung und Ausbildung des Sanitätsdienstes der Bundeswehr
- Forschungsmanagement und Forschungsbegleitung von Studien im Bereich des ZSanDstBw
- Einsatzauswertung, Fähigkeitsanalyse und Technologieweiterentwicklung
- Regelungs- und Wissensmanagement des Sanitätsdienstes
- Wahrnehmung der Fachaufgabe Medizinischer ABC-Schutz der Bundeswehr durch Aufstellung der Task Force Medizinischer ABC-Schutz
- Führung der drei Ressortforschungsinstitute

## Gliederung
- Akademiestab

Der Akademiestab übernimmt die klassische Stabsarbeit für die Sanitätsakademie der Bundeswehr und die unterstellten Ressortforschungsinstitute, unterstützt aber auch die auf Zusammenarbeit angewiesene Überwachungsstelle Öffentlich-Rechtliche Aufgaben (ÖRA) Süd. Des Weiteren koordiniert der Stab durch die angehängte ZAW-Betreuungsstelle die Zivilberufliche Aus- und Weiterbildung der am Standort München lernenden Soldatinnen und Soldaten.
- Direktorat Ausbildung und Lehre

Kernaufgabe des Direktorats Ausbildung und Lehre / Gesundheitsversorgung Bundeswehr ist die Planung, Organisation, Durchführung und Weiterentwicklung der sanitätsdienstlichen Ausbildung. Die Sanitätsakademie ist dabei für die Durchführung von bis zu 130 unterschiedlichen Trainingstypen verantwortlich. Diese werden bei Vollauslastung jährlich in ca. 460 Durchgängen mit ca. 10.000 Trainingsteilnehmenden ausgeplant. Als Schule für Offiziere und Unteroffiziere des Sanitätsdienstes führt die Sanitätsakademie eine Vielzahl von Offizier- und Unteroffizierlehrgängen sowohl mit militärischen als auch fachlich-medizinischen Inhalten durch. Das an der Sanitätsakademie eingesetzte Lehrpersonal sorgt gemeinsam mit Unterstützungspersonal aus den anderen Fähigkeitskommandos und Bundeswehrkrankenhäusern dafür, dass der für den Sanitätsdienst essentielle Nachwuchs bestmöglich ausgebildet wird.
- Direktorat Wehrmedizinische Wissenschaft und Forschung

Die Herausforderungen für die Sanitätsakademie resultieren ganz maßgeblich aus dem Wandel des europäischen Gesundheitssystems. Forschungserkenntnisse werden in immer kürzeren Abständen in veränderte Aus- und Weiterbildungsprogramme und neue medizinische Anwendungen bzw. Technologien umgesetzt. Daneben steigen die Anforderungen an fachliche Standards sowie an die Effizienz der Versorgungsabläufe in Gesundheitseinrichtungen. Daraus resultieren höhere Ansprüche an die Fähigkeiten des Gesundheitssystems wie auch an die Kompetenzen des Sanitätspersonals der Bundeswehr, insbesondere für Einsatzaufgaben in multinational vernetzt arbeitenden Streitkräften. Als fachlicher Spezialstab für Wehrmedizinische Wissenschaft und Fähigkeitsentwicklung im Sanitätsdienst hat das Direktorat Wehrmedizinische Wissenschaft und Fähigkeitsentwicklung vielfältige Arbeits- und Wirkbeziehungen innerhalb des Sanitätsdienstes und zu den sechs wehrmedizinischen Ressortforschungseinrichtungen, zu den anderen Organisationsbereichen, zum Bundesministerium der Verteidigung sowie im Bereich des Medizinischen ABC-Schutzes auch zum Auswärtigen Amt und zum Bundesministerium des Innern. Sämtliche Forschungs- und Entwicklungsvorhaben des Sanitätsdienstes der Bundeswehr werden dabei vom Direktorat geplant, koordiniert und gesteuert. Hierbei sind ihm das Institut für Radiobiologie (InstRadBioBw), Institut für Mikrobiologie (InstMikroBioBw) sowie das Institut für Pharmakologie und Toxikologie (InstPharmToxBw) unterstellt. Zudem ist die Gruppe der Beratendenden Sanitätsoffiziere (GrpBSO) in diesem Direktorat angesiedelt. Diese erfolgte im Rahmen einer Neuausrichtung dieser Gruppe zum 1. Januar 2018 mit offizieller Indienststellung am 30. Juni 2018.
Das im Oktober 2006 aufgestellte Zentrum für Einsatzausbildung und Übungen des Sanitätsdienstes der Bundeswehr (ZEinsAusbÜbSanDst) in der Gäubodenkaserne in Feldkirchen wurde am 1. November 2013 dem Sanitätslehrregiment in Feldkirchen unterstellt.

### Militärgeschichtliche und wehrpathologische Lehrsammlung
In das Direktorat Ausbildung und Lehre eingegliedert sind die militärgeschichtliche und wehrpathologische Lehrsammlung, die in dieser Form einzigartig in der Bundeswehr sind.
Entstanden durch eine Initiative des ehemaligen Kommandeurs der Sanitätsakademie und späteren Inspekteurs des Sanitäts- und Gesundheitswesens der Bundeswehr, Generaloberstabsarzt a. D. Ernst Rebentisch, hat sich die militärgeschichtliche Lehrsammlung in den vergangenen Jahren, seit den 70er Jahren des 20. Jahrhunderts, von der wehrgeschichtlichen zur militärgeschichtlichen Lehrsammlung, zur größten Darstellung der Geschichte der Wehr- und Militärmedizin im deutschsprachigen Raum entwickelt. Im Kern besteht diese aus knapp 100.000 musealen Gegenständen mit engem Bezug zur Geschichte des Sanitätsdienstes, welche sich nicht nur auf das humanmedizinische Gebiet beschränken, sondern auch die Zahn- und Veterinärmedizin sowie das Apothekenwesen in den deutschen Streitkräften des 19. und 20. Jahrhunderts umfassen und sich auch der Darstellung der Entwicklung der medizinischen Assistenzberufe in den deutschen Streitkräften widmet. Zu nennen sind zahlreiches chirurgisches Besteck unterschiedlichster Epochen, Arzt- und Sanitätstaschen, Medikamente und Verbandstoffe, Feldtragen, Mikroskope, Trinkwasseraufbereitungsanlagen, Sanitätsschränke, Operationseinrichtungen, wie der OP-Tisch des Schulschiffs Deutschland, bis hin zu kompletten Röntgeneinrichtungen. In den verschiedenen Magazinen und Ausstellungsräumen werden zudem Uniformen, Helme, Auszeichnungen, Waffen und Ausrüstungsgegenstände von Sanitätsoffizieren und -soldaten der verschiedenen deutschen Armeen aufbewahrt. An Großgerät ragen der SAR-Helikopter (Bell UH-1D) sowie gepanzerte und ungepanzerte Verwundetentransportmittel heraus, beginnend mit einem ausgezeichnet erhaltenen preußischen Verbandmittelwagen aus dem Jahre 1867.
Die Wehrpathologische Lehrsammlung mit über 3000 pathologischen und anatomischen Ausstellungsstücken ist eine der größten ihrer Art und zeigt ein breites Spektrum an Krankheits- und Verletzungsbildern aus dem Zeitraum des Ersten Weltkrieges bis zur Gegenwart. Sie dient der verwendungsbezogenen Ausbildung von Sanitätsoffizieren (Arzt) des aktiven Dienstes und der Reserve sowie von Sanitätsunteroffizieren und des medizinisch-technischen Hilfspersonals. Die Sammlung ermöglicht den Lehrgangsteilnehmern eine Vertiefung der Anatomie- und Pathologiekenntnisse. Von großem Vorteil sind die besonders anschaulichen, nach modernen Methoden konservierten Organe. Darüber hinaus vermitteln plastinierte Präparate dem Schüler durch Betasten ein „Begreifen“.
Beide Sammlungen sind grundsätzliche auch für den Besuch externer Gruppen zugänglich.

## Kommandeure

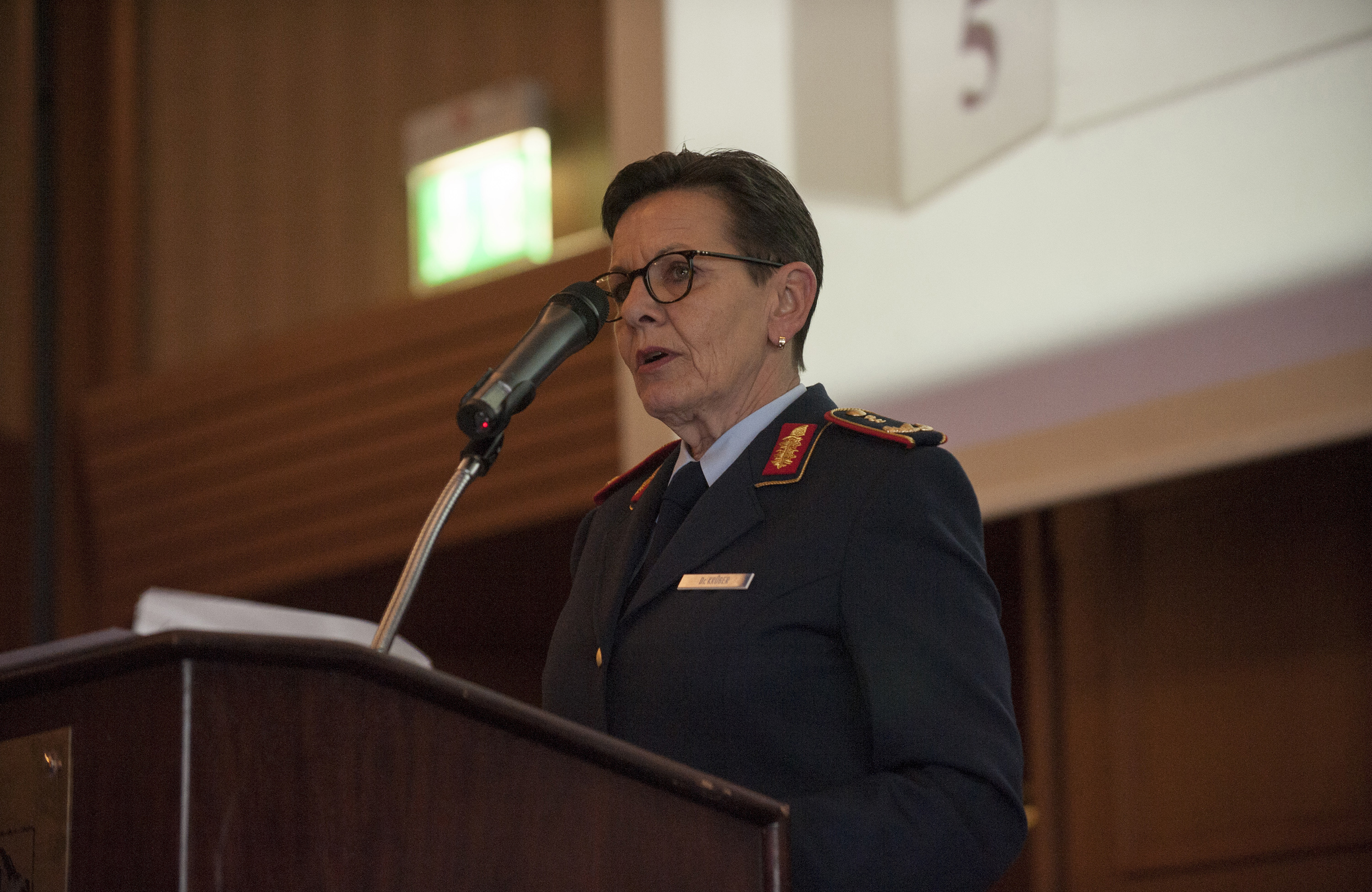
Generalarzt Gesine Krüger, Kommandeurin von Mai 2016 bis Dezember 2021

| Zeitraum                                                    | Kommandeur                       |
| Sanitätstruppenschule des Heeres                            | Sanitätstruppenschule des Heeres |
| ----------------------------------------------------------- | -------------------------------- |
| 1956–1957                                                   | Oberstarzt Hein (kommissarisch)  |
| Sanitätsschule der Bundeswehr                               |                                  |
| 1957–1962                                                   | Oberstarzt Herbert Hockemeyer    |
| Akademie des Sanitäts- und Gesundheitswesens der Bundeswehr |                                  |
| 1962–September 1965                                         | GenArzt Kurt Groeschel           |
| Oktober 1965–September 1966                                 | GenArzt Albert Klotz             |
| Oktober 1966–September 1969                                 | GenArzt Carl Merkle              |
| Oktober 1969–Januar 1973                                    | GenArzt Ernst Rebentisch         |
| Februar 1973–Juli 1976                                      | GenArzt Alfred Zimmer            |
| August 1976–März 1980                                       | GenArzt Hansjoachim Linde        |
| April 1980–März 1982                                        | GenArzt Claus Günter Voss        |
| April 1982–März 1985                                        | GenArzt Franz Xaver Gärtner      |
| April 1985–März 1987                                        | GenArzt Günther-Klaus Schönfeld  |
| April 1987–September 1996                                   | GenArzt Karsten Ewert            |
| Sanitätsakademie der Bundeswehr                             |                                  |
| Oktober 1996–2001                                           | GenArzt Peter Fraps              |
| Oktober 2001–März 2003                                      | Oberstarzt Peter-Klaus Witkowski |
| März 2003–März 2006                                         | Oberstarzt Peter Beller          |
| April 2006–Januar 2008                                      | GenArzt Dirk Raphael             |
| Februar 2008 bis November 2010                              | GenArzt Torsten Sohns            |
| Dezember 2010 bis März 2012                                 | GenArzt Stephan Schoeps          |
| März 2012 bis Juni 2013                                     | GenArzt Norbert Weller           |
| Juli 2013 bis Mai 2016                                      | GenStArzt Erika Franke           |
| Mai 2016 bis 15. Dezember 2021                              | GenStArzt Gesine Krüger          |
| seit 15. Dezember 2021                                      | GenStArzt Hans-Ulrich Holtherm   |

## Chronologie der deutschen militärärztlichen Bildungsinstitutionen
- 1811 Medizinisch-chirurgische Akademie für das Militär Berlin (hervorgegangen aus der Pépinière)
- 1818 Medizinisch-chirurgisches Friedrich-Wilhelms-Institut Berlin
- 1895–1920 Kaiser-Wilhelms-Akademie für das militärärztliche Bildungswesen Berlin
- 1934–1945 Militärärztliche Akademie in Berlin
- 1940–1945 Marineärztliche Akademie in Kiel und Tübingen
- 1941–1945 Ärztliche Akademie der Luftwaffe in Berlin und Würzburg
- 1955 Militärmedizinische Sektion der NVA an der Universität Greifswald
- 1956 Sanitätstruppenschule des Heeres in Degerndorf am Inn (ab 1957 in München)
- 1957–1963 Sanitätstruppenschule der Bundeswehr in München
- 1963 Akademie des Sanitäts- und Gesundheitswesens der Bundeswehr in München
- 1981–1990 Militärmedizinische Akademie der Nationalen Volksarmee in Bad Saarow
- seit 1997 Sanitätsakademie der Bundeswehr in München